# خوان مانويل تورس
خوان مانويل تورس (بالإسبانية: Juan Manuel Torres)‏ (20 يونيو 1985 بمحافظة تشاكو في الأرجنتين - ) هو لاعب كرة قدم أرجنتيني في مركز الوسط. شارك مع منتخب الأرجنتين تحت 20 سنة لكرة القدم. أما مع النوادي، فقد لعب مع تشاكاريتا جيونيورز ونادي راسينغ ونادي سان لورينزو ونادي ميتاليست خاركيف وتشاكو للأبد ‏.

## وصلات خارجية
- خوان مانويل تورس على موقع اتحاد أوكرانيا (الإنجليزية)
- خوان مانويل تورس على موقع قاعدة بيانات كرة القدم.إي يو (الإنجليزية)
- خوان مانويل تورس على موقع Soccerway.com (الإنجليزية)
- خوان مانويل تورس على موقع AS.com (الإسبانية)